# 馮夢楨
馮夢楨（1548年—1605年），字開之，一字具区，号真实居士，家藏快雪時晴帖，故名其堂為快雪堂，秀水（今浙江嘉兴）人，明朝文学家、藏书家。

## 生平
冯梦桢出生于秀水（今浙江嘉兴）的一个富商家庭。隆庆四年（1570年）举于乡，家境败落而为学益勤。万历五年（1577年）会试第一，选翰林院庶吉士，授翰林院编修，后因忤逆张居正而被免官。后复官，仕至南京国子监祭酒，被劾归。
冯梦桢富收藏，精品甚多，尤以名画、书帖较多，但书籍不加校勘。与学者沈懋学、屠隆等人以文章相尚。

## 著作
曾刻书数种，刻有《大唐新语》、《陶靖节集注》、《先秦诸子合编》等。其主刻的南监本，在收藏界颇为知名。所撰《窦生传》，叙窦绳祖与李爱姑悲欢离合的传奇故事，在明代文学中有一定影响。著有《快雪堂集》64卷、《快雪堂漫录》1卷及《历代贡举志》等。著有《快雪堂集》64卷、《快雪堂漫录》1卷及《历代贡举志》等。

## 參见
- 燕山外史